# Serra da Capivara Nemzeti Park
A Serra da Capivara Nemzeti Park Brazília északkeleti részén található, Piauí állam délkeleti részén. Sziklaereszei rejtik az ország legjelentősebb őskori emlékeit, a világhírű sziklarajzokat. A park feladata, hogy védje az ott talált őskori leleteket és a festményeket. Területe 1291,4 km².
Homokkőből keletkezett földtani alakulatai szokatlan szépségűek. A markáns táj változatos növény- és állatvilág hazája, amelyet rendkívüli biológiai sokszínűség jellemez. Ez a változatosság, a terület természetes szépsége és a kulturális örökség teszik a nemzeti parkot vonzóvá az ökológiai és kulturális turizmus számára.
A félsivatagi éghajlati régióban, két hatalmas földtani alakulat – a Maranhao-Piauí üledékes medence és a Sao Francisco folyó medre – között találhatóak a nemzeti park dombságai, völgyei és síkságai. Ez az egyedüli természetvédelmi terület, ahol a caatingaként ismert növénytársulás fellehető, s ez teszi növényvilágának megőrzését igen fontossá. A parkban ezen kívül más ritka állat- és növényfajok is élnek.
Az esőtől védett sziklaereszekben, amelyek közül némelyik katedrális nagyságú, maradtak fenn az amerikai kontinens legrégibb sziklarajzai. Az 1970-es, 1980-as években a kutatók 360 helyszín kb. 30000 alkotását találták meg. Ilyen gazdag lelőhely mindössze kettő van még a világon: az ausztrál Kakadu-hegység és a Taszilin-Ádzser. A festmények korukat tekintve két csoportra oszthatók. Az idősebbek kora kb. 20000 év, és állatábrázolások, vadászjelenetek, a mindennapi élet és a vallási szertartások jelenetei, sőt szexuális jelenetek elevenednek meg rajtuk. Az állatok között rég kihalt fajok képei is láthatók. A fiatalabb festmények 6-2 ezer évesek. Ekkor jobban kedvelték a geometrikus mintákat és a stilizált állatfigurákat. A festékek anyaga vasoxid, amelyet vízben és állati vérben oldottak fel.
A nemzeti park értékeit veszélyeztetik a környék szegény sorban élő lakói, akik vadászatra, favágásra és mezőgazdasági növények termesztésére használják területét. A Fundação Museu do Homem Americano ezen próbál meg segíteni munkahelyek teremtésével, oktatással.

## Külső hivatkozások
- Leírás (angol)
- A park bemutatása (portugál, angol)
- Fundação Museu do Homem Americano